# 5784 Yoron
Az 5784 Yoron (ideiglenes jelöléssel 1991 CY) a Naprendszer kisbolygóövében található aszteroida. Natori Akira és Urata Takesi fedezte fel 1991. február 9-én.